# Асланхане (мечеть)
Мече́ть Асланхане́ (тур. Arslanhane Camii), також відома як Мече́ть Ахі́ Шерафедді́на (тур. Ahi Şerafeddin Camii) — мечеть XIII століття в Анкарі, столиці Туреччини. Розташована в старій частині міста, на південному краю Замку Анкари, в районі Алтıндаг. Є однією з найдавніших і найважливіших споруд міста, що збереглися донині.
Це одна з характерних для Анатолійських Сельджуків мечетей з дерев'яними колонами та дерев'яною стелею. Назву «Асланхане» (букв. «дім лева») мечеть отримала через стародавню статую лева, вмуровану в стіну мавзолею (тюрбе) Ахі Шерафеддіна, розташованого поруч із мечеттю.
У 2018 році мечеть була внесена до Попереднього списку Світової спадщини ЮНЕСКО, а у 2023 році включена до основного списку як частина об'єкту «Середньовічні дерев'яні гіпостильні мечеті Анатолії».

## Історія

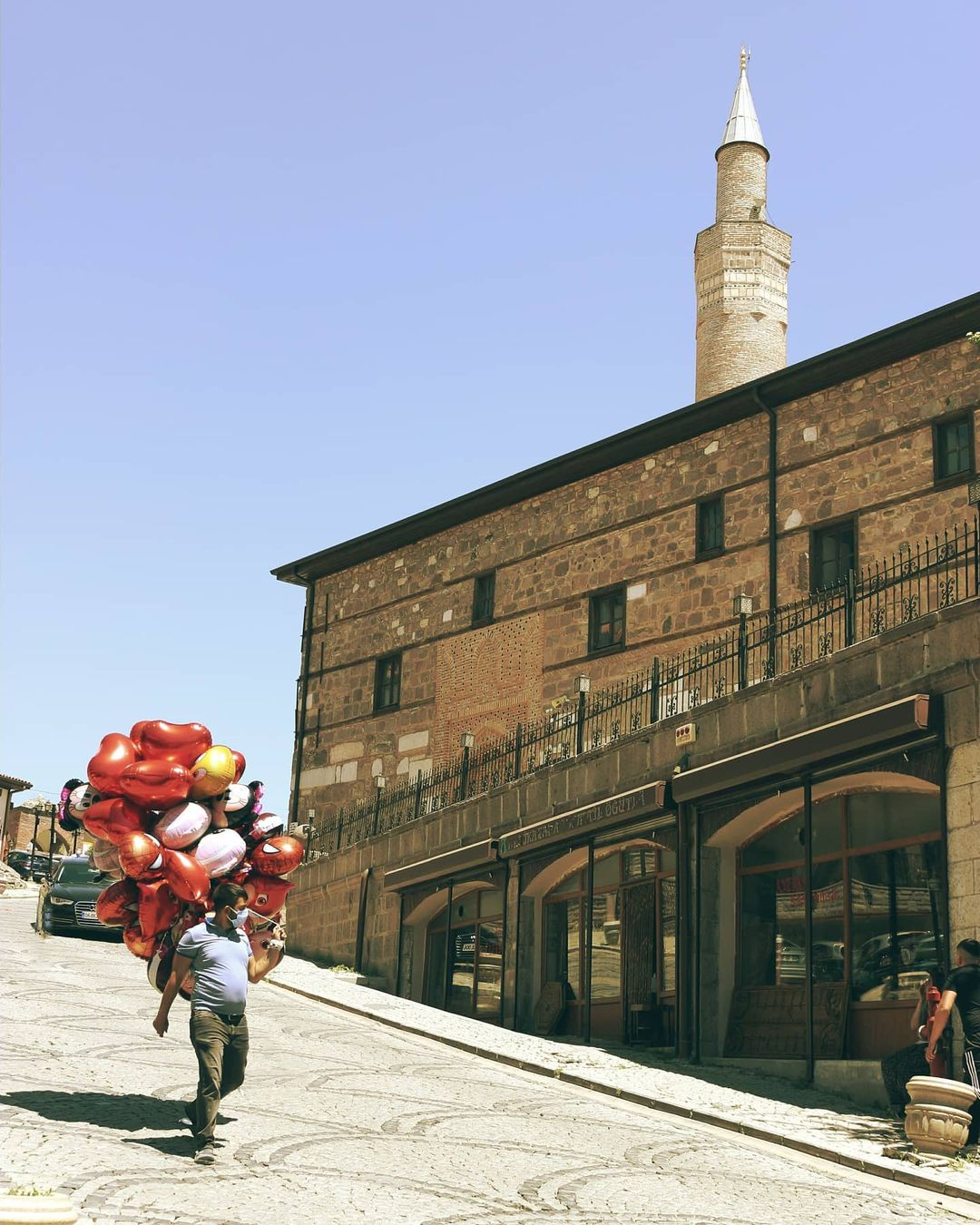
Мечеть Асланхане, Анкара

Точна дата будівництва мечеті Асланхане та ім'я її засновника невідомі. Існують різні версії, засновані на двох написах (кітабе), знайдених у будівлі.
Згідно з написом на мінбарі, мечеть була побудована у 1289–1290 роках за правління султана Масуда II, правителя Конійського султанату. Її засновниками були лідери братства Ахі — Хюсамеддін та його брат Хасанеддін. Архітектором мінбару вказаний Ебубекір Мехмет. Ці брати були батьком та дядьком Ахі Шерафеддіна, чий мавзолей розташований поруч. Цей напис вважається основним будівельним написом, оскільки починається словами «Ця благословенна мечеть...».
Інший напис, знайдений на уламку каменю на західному фасаді, містить слова «Змилуйся, Боже, над померлим еміром Сейфеддіном». Пауль Віттек, дослідивши цей напис, припустив, що він може датуватися початком XIII століття, а згадана особа — Сейфеддін Айаба, один з емірів Іззеддіна Кей-Кавуса I. Однак, оскільки Сейфеддін Айаба загинув у Кайсері, а напис виконаний на сполії, вважається, що це, ймовірно, надгробок, принесений сюди пізніше.
Коли у 1330 році мечеть потребувала ремонту, кошти на нього виділив інший лідер Ахі, Шерафеддін, якого згодом і поховали в мавзолеї поруч із мечеттю. Після кількох дрібних ремонтів мечеть була відреставрована Головним управлінням фондів (Вакфів) у 2010–2013 роках.
На сьогодні мечеть є діючою та розташована в торговому районі серед невеликих магазинів та житлових будинків.

## Архітектура

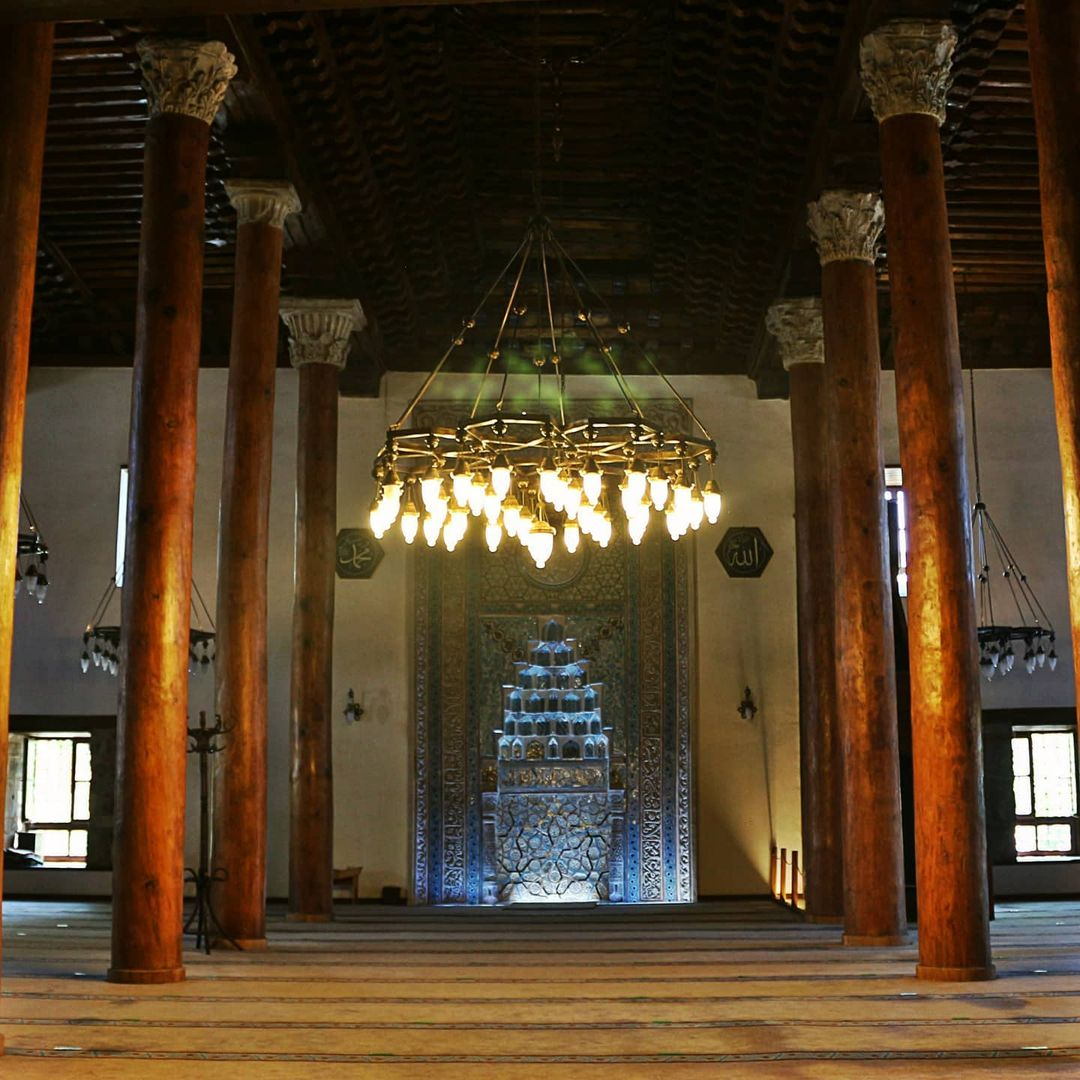
Інтер'єр мечеті Асланхане

Мечеть Асланхане є прикладом дерев'яних колонних мечетей, що з'явилися в Анатолії з приходом тюрків у XI столітті та розвинулися під впливом архітектури регіонів їхнього попереднього проживання. Це одна з найкраще збережених споруд такого типу.
Будівля має близький до квадрата (21,50 × 25,00 м) базилікальний план і займає площу близько 400 м². Її дерев'яний дах підтримується 24 великими дерев'яними колонами, увінчаними кам'яними капітелями римського періоду (споліями). Завдяки дерев'яним колонам, стелі, виконаній у техніці накладання балок, дерев'яному мінбару та гіпсовому міхрабу, вона вважається однією з найпишніших сельджуцьких споруд в Анкарі.
Мечеть має три входи: зі східного, західного та північного боків. Північний вхід, що веде до жіночої галереї (мехфіль), є найпишніше оздобленим. Він виконаний з різьбленого мармуру, тоді як східний та західний входи декоровані цегляною кладкою та кахлями баклажанового та бірюзового кольорів. У будівлі 12 вікон.
Мінарет мечеті розташований у північно-східному куті. Він має товстий круглий стовбур, що здіймається з восьмикутної основи. Фундамент мінарету збудований із бутового каменю та сполій римського та візантійського періодів. Стовбур мінарету, як і східний та західний входи, оздоблений цеглою та кахлями баклажанового і бірюзового кольорів.
Внутрішній простір розділений чотирма рядами дерев'яних колон на п'ять нав, перпендикулярних до стіни з кіблою. Центральна нава ширша та вища за бічні.
Плоска дерев'яна стеля, покрита черепицею, виконана з дерев'яних консолей та балок. На стелі є дерев'яний медальйон, виготовлений з цільного шматка дерева, який, як вважається, слугував для індикації зміщень конструкції внаслідок землетрусів.
Міхраб, оздоблений мозаїчними кахлями та гіпсом, вважається одним із найкрасивіших сельджуцьких міхрабів Анатолії.
Мінбар мечеті виготовлений з горіхового дерева в техніці кюндекарі та є одним із найвидатніших зразків сельджуцького різьблення по дереву. Згідно з написом, він був створений у 1290 році майстром на ім'я Мехмет, син Ебу Бекіра.
На території мечеті, у дворі, розташовано шість поховань: три під мінаретом і три біля східного фасаду. На північ від мечеті знаходиться невеликий майдан та тюрбе Ахі Шерафеддіна, у стіну якого вмурована антична статуя лева, що дала назву мечеті.

## Галерея

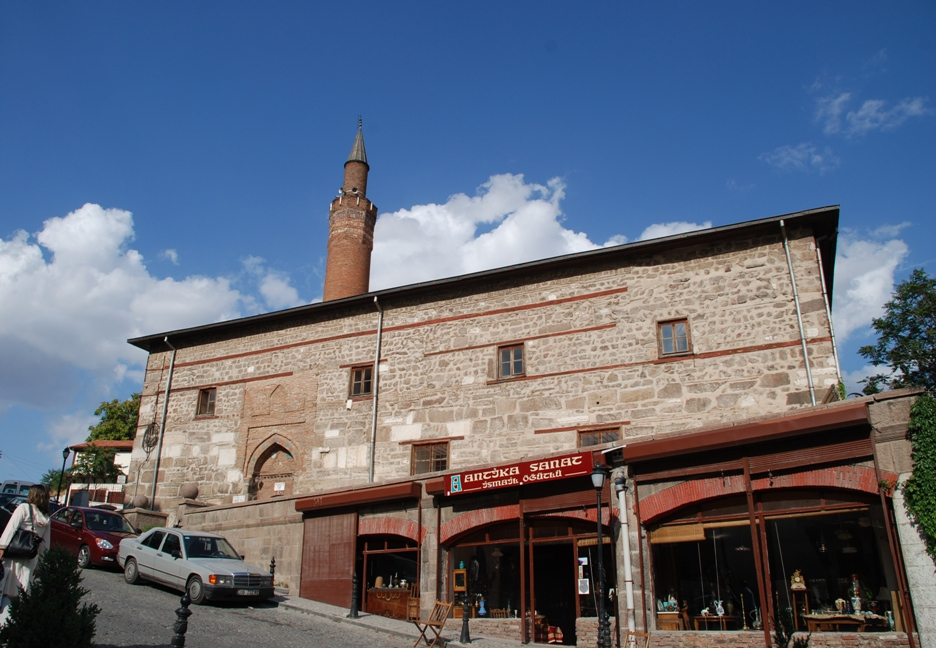
Зовнішній вигляд
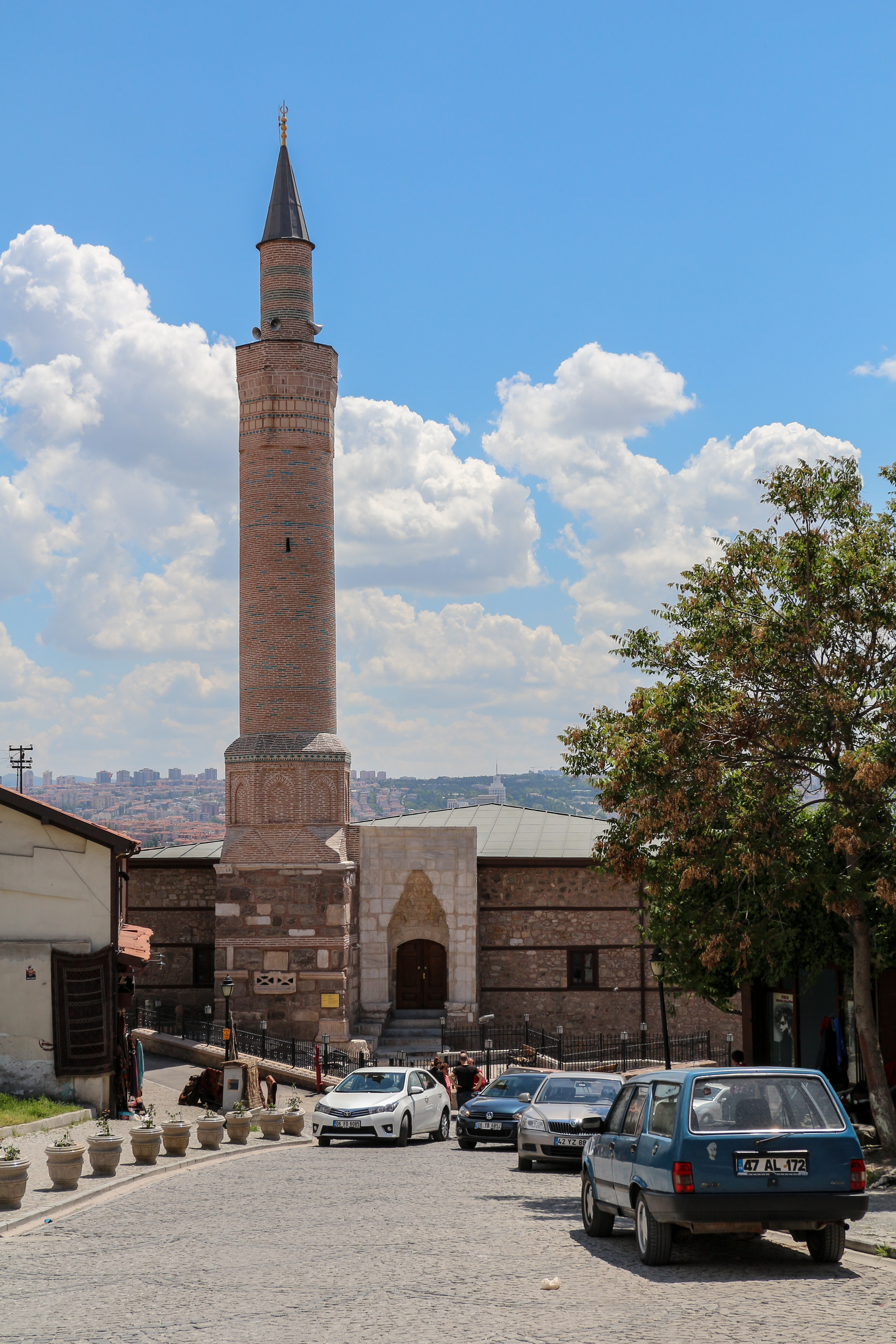
Мінарет та північний вхід
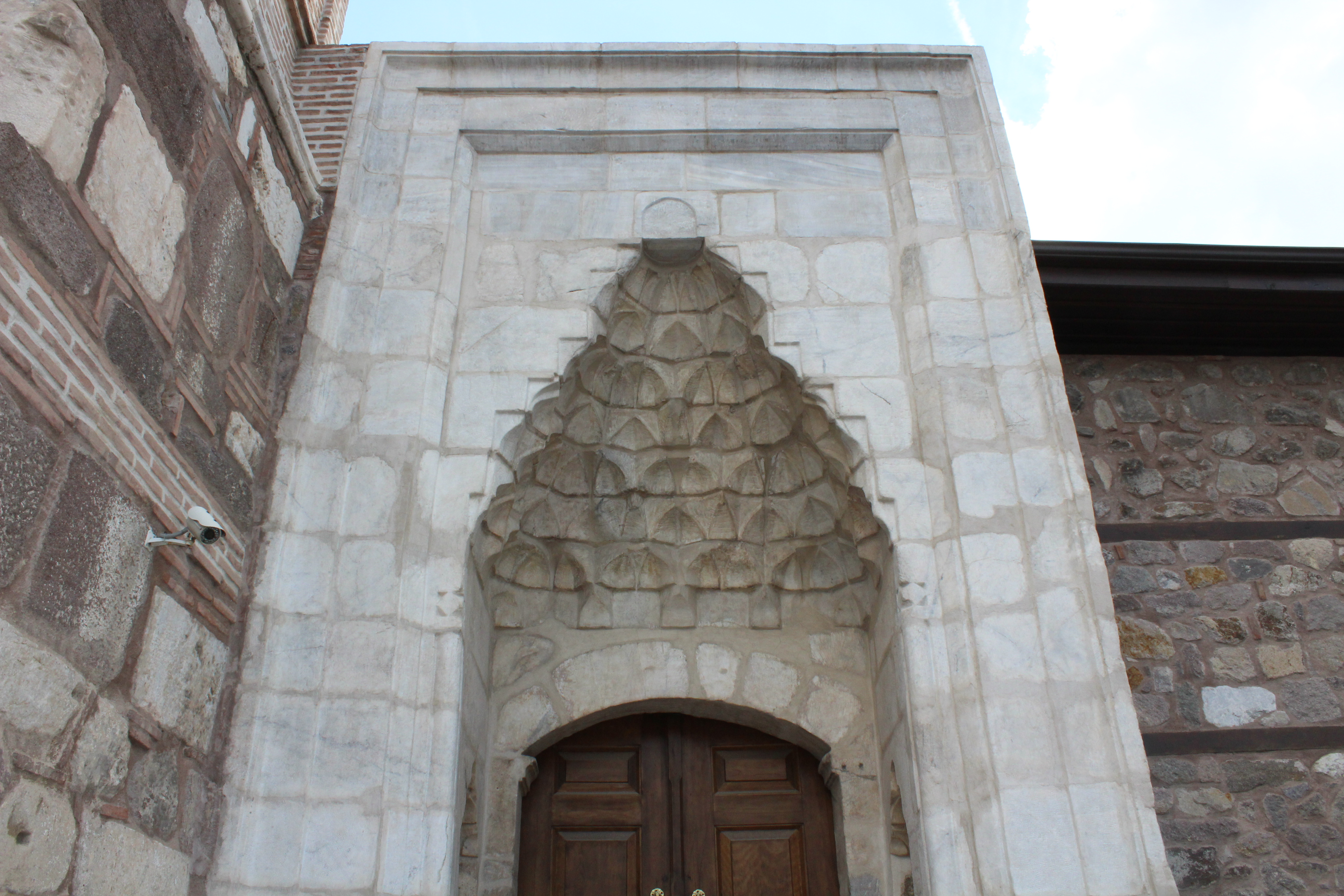
Північний вхід
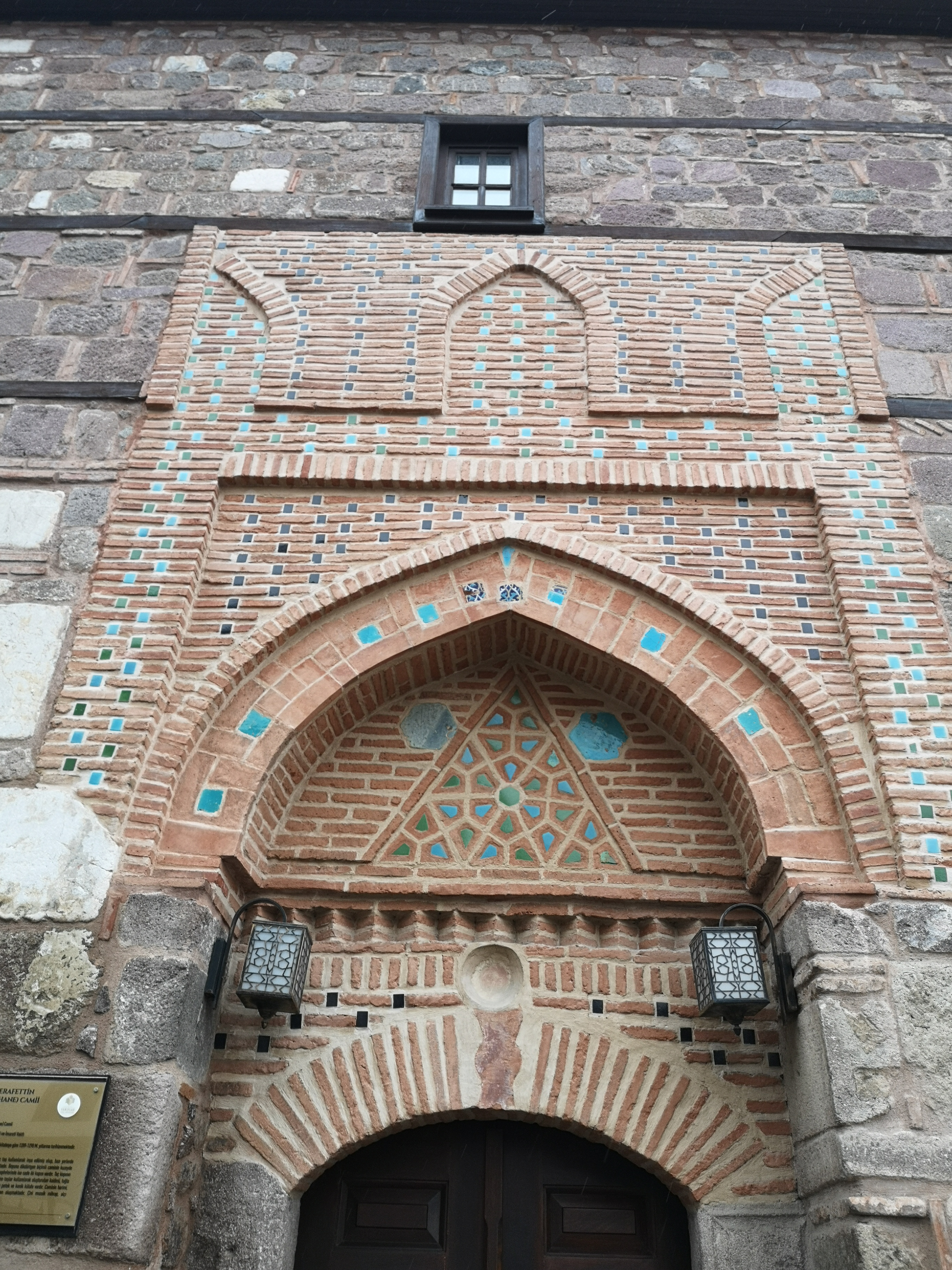
Західний вхід
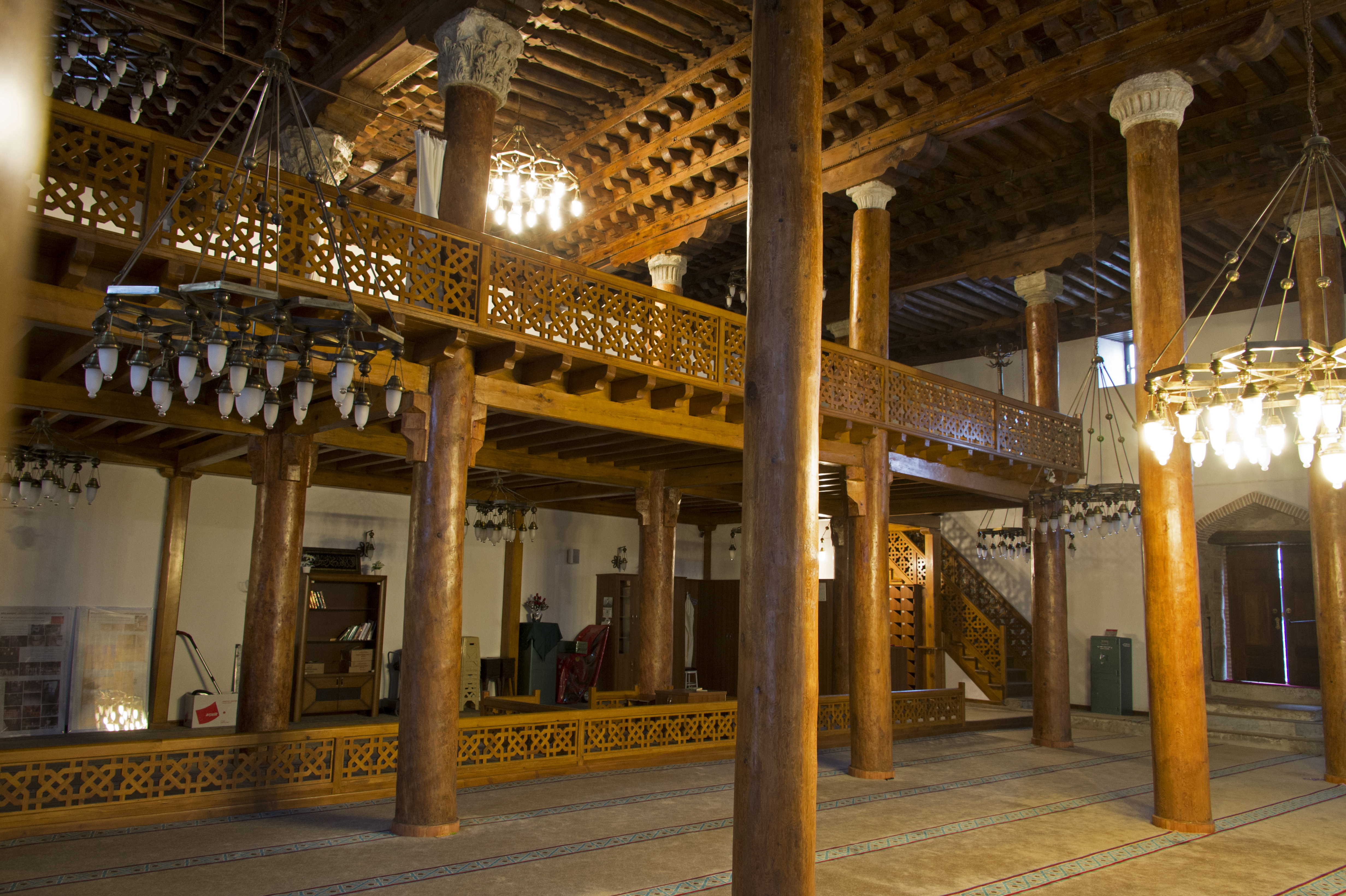
Дерев'яна стеля та колони
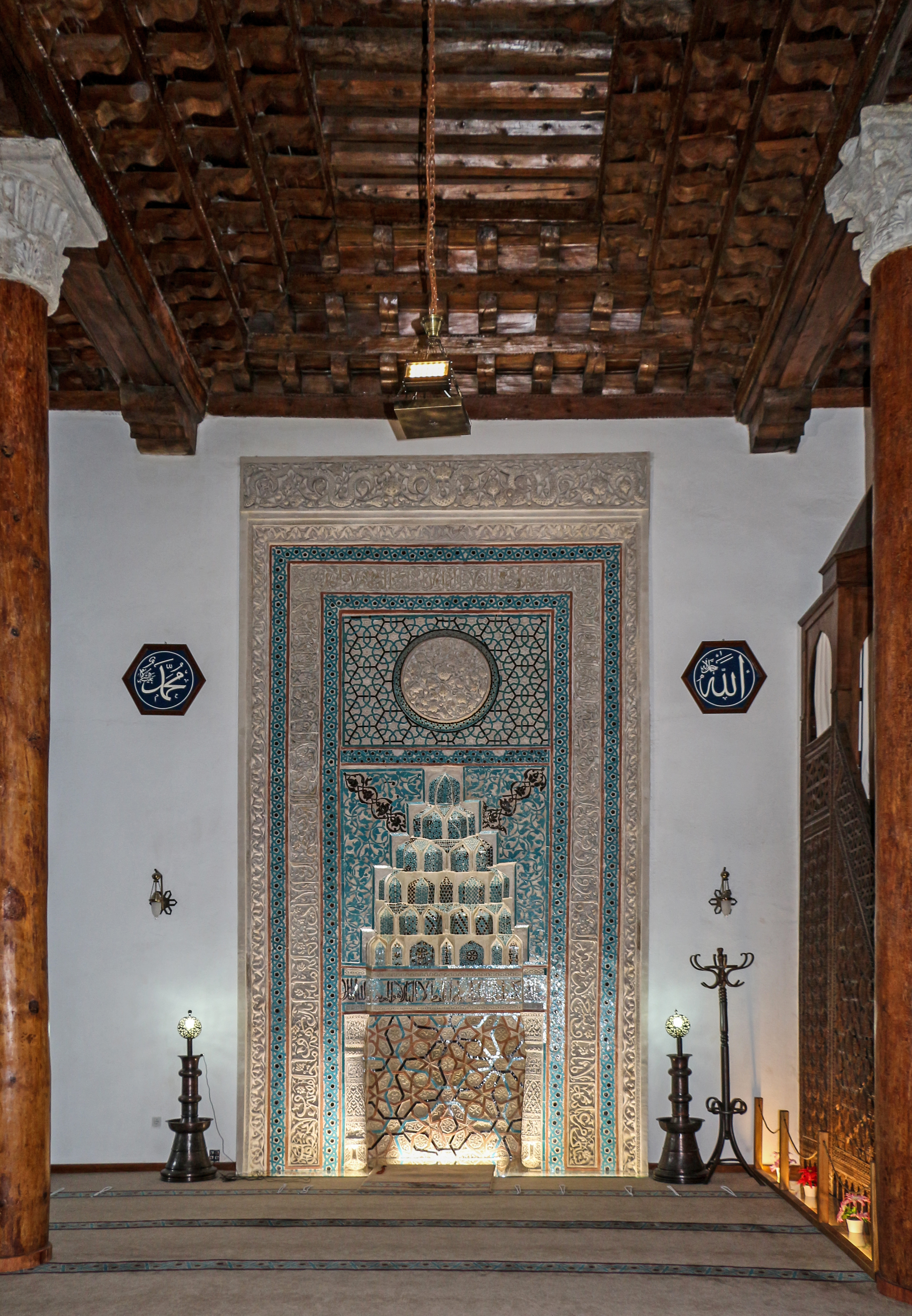
Міхраб
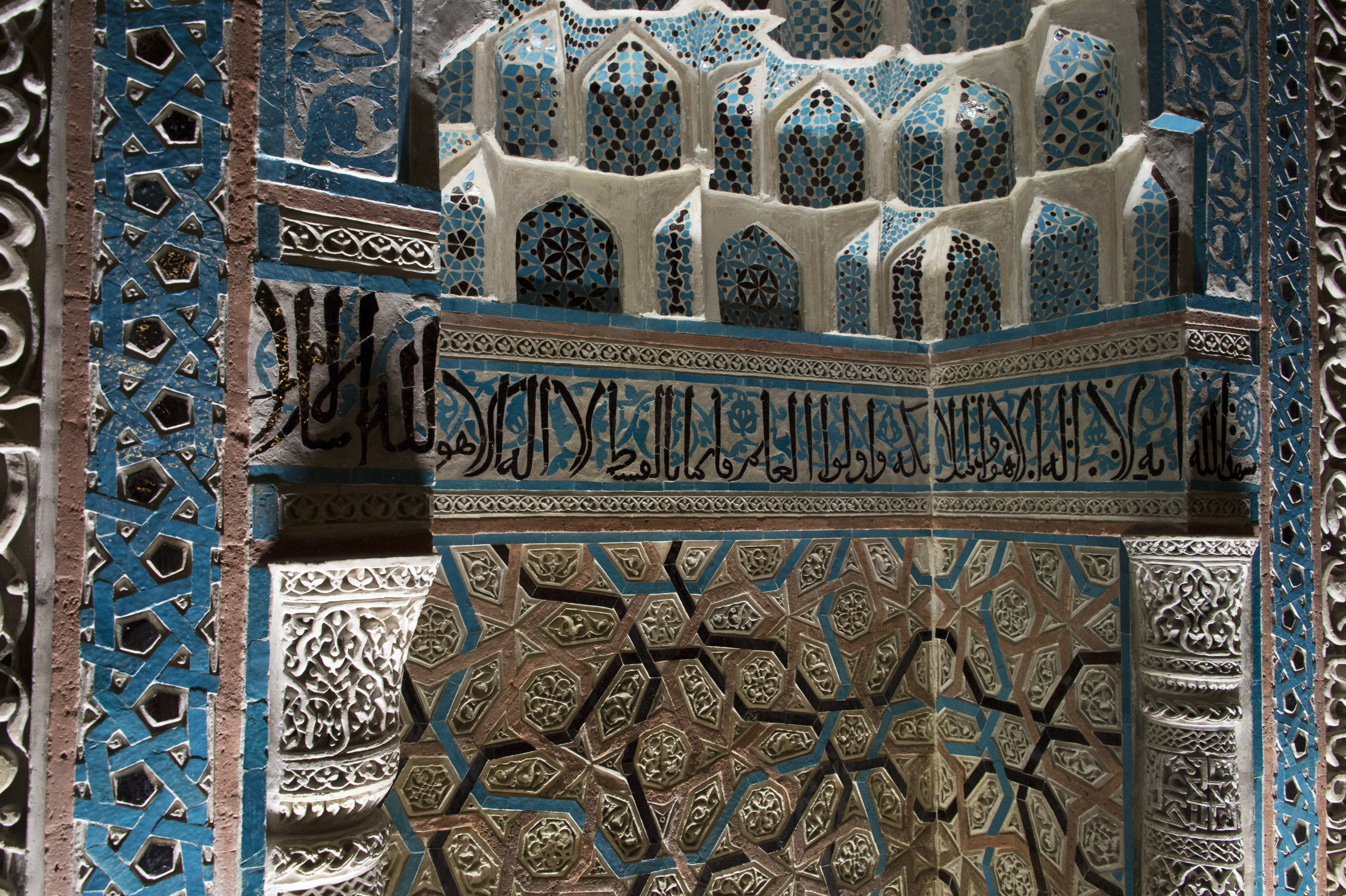
Деталі міхрабу
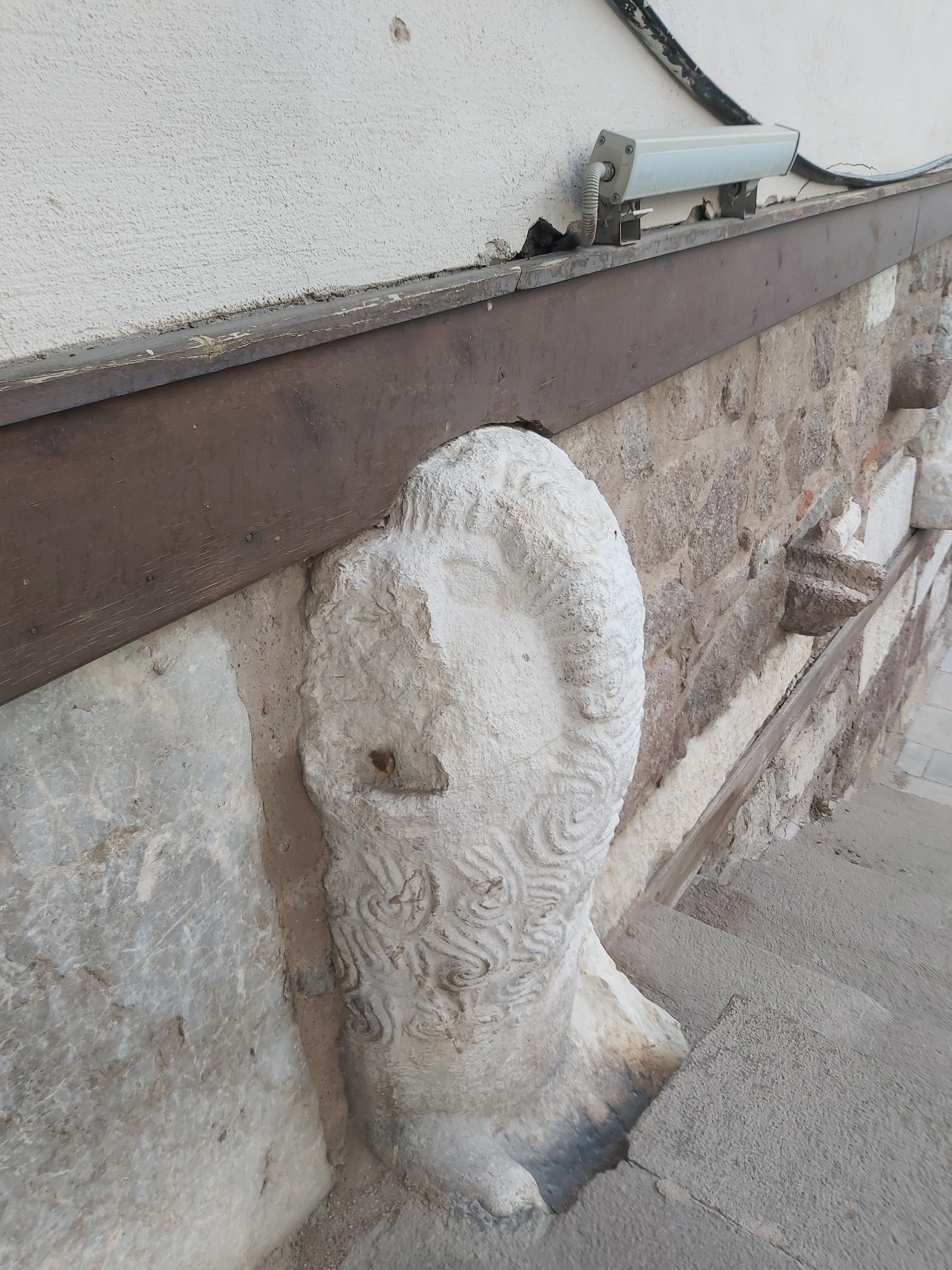
Статуя лева, що дала назву мечеті